# 布兰太尔 (南拉纳克郡)
布兰太尔（英語：Blantyre，发音ⓘ或当地人发音ⓘ）是英国苏格兰南拉纳克郡的一个镇，人口17,505人。它的名称可能来源于坎伯蘭語，意思是“大地之顶”。克萊德河构成它的北部边界，罗滕卡尔德河是它的西部边界。
著名的探险家和传教士、维多利亚瀑布的发现者利文斯顿在这里出生，位于克萊德河畔的故居今天成为一座博物馆。附近的博斯韦尔城堡是13世纪建造的。
布兰太尔由一些小村庄组成。其中高布兰太尔可能是当地最早的居民点。在离教堂3.2千米处有青铜器时代村庄的遗迹。布兰太尔的主街把该镇大致分为两部分。西端从1235年开始有修道士定居。在这一段也有布兰太尔最早工业发展的地区。在大卫·利文斯通故居边有一座跨越克萊德河的行人桥，游客可以通过它去拜访博斯韦尔城堡。

## 矿难
1877年10月22日在布兰太尔发生了一场矿难。207名矿工（包括儿童）由于甲烷导致的爆炸而丧生，其中最年轻的只有11岁。原因是疏忽安全措施。克里斯蒂·摩尔、卢克·凯利和其他当地艺人为这次矿难编写过歌。镇内有一座纪念碑纪念蒙难者。矿的原址上今天已经建造了一条高速公路经过。

## 青少年
1983年8月一个叫做布兰太尔青少年议会的非党派民主政治社群在布兰太尔组成。其目的在于在城市政治中代表年轻人的观点，组织年轻人争取改善针对年轻人的设施。在此後數年里这个社群鼓励年轻人参加当地的义务中心和社群议会。他们为年轻人和成年人提供咨询服务。他们组织了多次镇上年轻人的机会，在年轻人中进行民意调查。1984年地区议会决定组织一个布兰太尔青少年发展组。一开始布兰太尔青少年议会反对这个官方组织，认为在一个已经有一个有效的年轻人组织的镇上这没有必要。最后他们决定在以这个官方组织由年轻人领导的条件下支持这个组织，并自动解散官方性質的組織。1997年该组织获得慈善组织的地位并设立了一个青少年中心。它向布兰太尔的年轻人提供音乐、多媒体艺术教育、录音工作室、青少年俱乐部、郊游和自我发展项目。

## 戴维·利文斯通
布兰太尔最著名的名人是19世纪的传教士和探险家戴维·利文斯通。今天他的故居是戴维·利文斯通中心，里面有一座博物馆、游戏场地、咖啡厅、商店、非洲公园和一些工坊。
利文斯通去探险过的国家之一马拉维最大的商业中心在殖民时期以利文斯通的出生地命名，今天依然叫布兰太尔。

## 其他名人
布兰太尔的其他名人包括：
- 菲利普·莫里，美国工会领导人
- 瑞安·弗莱彻，演员和音乐家
- 斯图尔特·克里斯蒂，无政府主义者
- 马丁·布洛克，鼓手
- 托米·米勒，足球运动员